# Aufschiebung
| Bewegungsrichtung | Einfallswinkel < 45° | Einfallswinkel > 45° |
| ----------------- | -------------------- | -------------------- |
| aufwärts          | Überschiebung        | Aufschiebung         |
| abwärts           | Unterschiebung       | Abschiebung          |

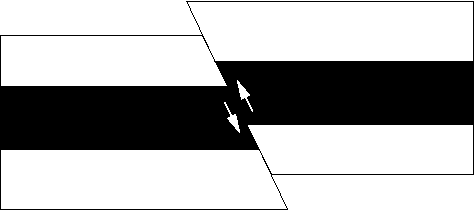
Aufschiebung

Bei einer Aufschiebung (engl.: reverse fault) handelt es sich um eine tektonische Verwerfung, bei der die Schichten im Hangenden nach oben verschoben werden. Dieses geschieht meistens mit einem Einfallswinkel von 60 bis 90° gegenüber der Horizontalen. Aufschiebungen sind typisch für Stauchungsgebiete, wie sie durch Deformation bzw. Kompression bei Gebirgsbildung entstehen. Durch Aufschiebung kann im Gelände eine Pultscholle entstehen.
Aufschiebungen mit flacherem Einfallswinkel unter 45° werden Überschiebungen genannt.